# Visioni di viaggio
Visioni di viaggio è un romanzo pubblicato in quattro parti tra il 1826 e il 1831 dello scrittore tedesco Heinrich Heine.

## Contenuti
Difficilmente classificabile in un genere definito, Visioni di viaggio è principalmente un insieme di resoconti di viaggi reali tra la Germania e l'Italia alternati a divagazioni della mente, a volte fantastiche altre filosofiche, e a riflessioni critiche sulla politica e la società. Con questo libro Heine crea, in realtà, un nuovo genere a metà strada tra saggio, breviario e diario di bordo in un flusso ininterrotto di prosa alternata a poesia.

## Edizioni
- Visioni di viaggio, trad. di R. Alessi, Milano, Frassinelli, 1995, ISBN 9788876843457